# Eucereon pagina
Eucereon pagina är en fjärilsart som beskrevs av George Francis Hampson 1914. Eucereon pagina ingår i släktet Eucereon och familjen björnspinnare. Inga underarter finns listade i Catalogue of Life.